# Beverage Partners Worldwide
Beverage Partners Worldwide (BPW) est une coentreprise entre The Coca-Cola Company et Nestlé, dont le siège était situé à Zurich en Suisse. BPW était l'un des principaux acteurs du marché du thé prêt-à-boire au niveau mondial, dans une catégorie affichant l'une des plus fortes croissances du secteur des boissons.
La société gère la présence de Nestea dans cinquante-deux pays, en partenariat avec les embouteilleurs locaux des marques de The Coca-Cola Company, qui ont la responsabilité de la production et de la distribution dans leur aire géographique.
Cette coentreprise a pris fin le 1er janvier 2018.

## Historique
Le partenariat entre Coca-Cola et Nestlé débute en 1991 sous le nom  Coca-Cola Nestlé Refreshments Company S.A., avec pour objectif de développer au niveau mondial l'activité du café, du chocolat et du thé glacé prêts-a-boire.
En 2001, la société est renommée en Beverage Partners Worldwide (BPW) ; elle est restructurée en 2007, pour se concentrer sur le développement et le marketing du thé glacé, principalement sur la marque Nestea.
En 2012, la décision est prise de concentrer les opérations de la coentreprise sur l'Europe de l'Est et l’Europe de l'Ouest, le Canada, l'Australie, Taïwan, Hong Kong et Macao.  
The Coca-Cola Company et Nestlé S.A. demeurent des partenaires à parts égales dans cette coentreprise.
En mars 2017, The Coca-Cola Company et Nestlé annoncent la fin de leur partenariat et la dissolution de la coentreprise à compter du 1er janvier 2018. The Coca-Cola Company conserve une licence pour produire et distribuer Nestea au Canada, en Espagne, au Portugal, en Andorre, en Roumanie, en Hongrie et en Bulgarie.

## Marchés de BPW
L'activité de BPW couvre aujourd'hui cinquante-deux marchés, du Canada a l’Australie, et inclut aussi l'Albanie, l'Andorre, l'Arménie, l'Autriche, la Biélorussie, la Belgique, la Bosnie-Herzégovine, la Bulgarie, la Croatie, Chypre, la République Tchèque, le Danemark, l'Estonie, la Finlande, la France, l'Allemagne, la Grèce, la Hongrie, l'Islande, l'Irlande, l'Italie, le Kosovo, la Lettonie, le Liechtenstein, la Lituanie, le Luxembourg, la Macédoine, Malte, la Moldavie, Monaco, le Monténégro, les Pays-Bas, la Norvège, la Pologne, le Portugal, la Roumanie, la Russie, Saint-Marin, la Serbie, la Slovaquie, l'Espagne, la Suède, la Suisse, l'Ukraine, le Royaume-Uni et la Cité du Vatican, Hong Kong, Taiwan et Macao.
Dans les autres pays, Nestlé supervise directement le développement et la distribution de Nestea.

## BPW et ses partenaires embouteilleurs
BPW travaille en collaboration avec les partenaires embouteilleurs de The Coca-Cola Company, qui produisent, emballent, distribuent et commercialisent Nestea dans les différents marchés. Ses principaux partenaires sont Coca-Cola Hellenic Bottling Company (CCHBC), Coca-Cola Iberian Partners, Coca-Cola Refreshments Canada (CCR), Coca-Cola Erfrischungsgetränke AG (CCEAG), Coca-Cola Enterprises (CCE), Coca-Cola Amatil (Aust) Pty Ltd, Swire Coca-Cola Taiwan  et Swire Beverages Limited (Hong Kong).

## Produits Nestea
Nestea Prêt-à-boire est disponible dans plus de vingt-cinq variétés de thés noirs, verts, blancs, et avec du lait, notamment Nestea Citron, Nestea Pêche Blanche, Nestea Mangue Ananas et Nestea Thé Vert Agrume. Au-delà de la formule Nestea d'origine et de la variété sans sucre, de nouveaux produits ont été lancés ces dernières années, dans lesquels l'utilisation de stévia comme édulcorant naturel a permis de réduire de 30% le niveau de sucres sans altération des qualités organoleptiques du produit. Ces recettes ont permis de réduire le niveau de calories pour atteindre 20 calories par 100 ml de produit.

## Formats Nestea et canaux de distribution
Nestea est disponible dans une large variété de formats, notamment des canettes et des bouteilles PET dont les contenus varient de 250 ml à 2 litres. Ces formats sont disponibles dans une multitude de canaux, supermarchés, hypermarchés, boulangeries, kiosques, distributeurs automatiques ou stations-services par exemple. Les bouteilles en verre sont habituellement disponibles dans les cafés, les hôtels et les restaurants, tandis que les cinémas, les parcs d'attraction et les services de restauration rapide utilisent le plus souvent des systèmes de fontaines.

## Catégorie «Thé Pret-à-boire» (Ready to Drink Tea)
Le thé Prêt-à-boire (Ready to drink /RTD) est l'une des catégories de boissons sans alcool qui enregistre la plus forte croissance au niveau mondial, jusqu’à deux fois plus vite que la plupart des autres catégories . Au niveau mondial, le thé RTD continue à dépasser les autres boissons non-alcoolisées, avec une part de marché en volumes qui est passée de 4,5% en 2006 à 5,8% en 2011. La part de marché en valeur est quant à elle passée de 7,3% en 2006 à 8,8% en 2011.  

## Communication
En 2011, BPW a lancé une campagne encourageant le consommateur à adopter de nouvelles idées et de nouveaux enjeux, avec le slogan "Le début de quelque chose de différent". Afin d'atteindre un public international, la marque a utilisé une gamme étendue d'outils sociaux et interactifs, ainsi que des publicités télévisées, incluant Jungle Man, Giant et Perfect Day.  La campagne a remporté deux prix: le Webby Honoree Award  et le MITX Interactive Award. 
Début 2013, BPW a aussi commencé à utiliser plus activement les medias sociaux, en lançant un concours de production participative (crowdsourcing) pour créer des films originaux sur Nestea.  Le concours a été mené auprès de jeunes réalisateurs dans 140 pays et a été organisé par Mofilm, une communauté mondiale de production participative regroupant plus de 45 000 réalisateurs. Le but du concours était de tourner un film démontrant comment, avec Nestea, un choix différent pouvait aboutir à une surprenante aventure. Les films lauréats sont Cheerleader, ainsi que Les vœux d'hiver avec Nestea, Hippie Man, Bigfoot et Kung Fu.
Au Canada, la société a aussi organisé un concours national de marketing, inspiré de l'apprentissage, nommé Nestea The Recruit. Ce dernier permet aux étudiants de gagner une année entière de cours et un stage d'été rémunéré chez Coca-Cola Ltd.  Enfin, BPW et ses partenaires embouteilleurs distribuent chaque année plusieurs millions d'échantillons Nestea en Europe afin de faire découvrir les produits au plus grand nombre.
En 2012, le lancement de Nestea à la stévia en Hongrie a remporté le prix Prizma du "Meilleur lancement de produit de l'année", tandis qu'en Grèce, Nestea à la stévia a été choisi, au terme d'un sondage auprès de 3.000 consommateurs, comme le produit le plus innovant dans la catégorie des boissons prêtes à boire. Le sondage a été réalisé par TNS ICAP.
Nestea est une marque enregistrée de Société des Produits Nestlé S.A. sous licence pour Beverage Partners Worldwide (Europe) A.G.